# Tylkowo
Tylkowo (deutsch Scheufelsdorf) ist ein Dorf in der polnischen Woiwodschaft Ermland-Masuren. Es gehört zur Gmina Pasym (Stadt-und-Land-Gemeinde Passenheim) im Powiat Szczycieński (Kreis Ortelsburg).

## Geographische Lage
Tylkowo liegt am Kalbenfließ (polnisch Kalwa, auch Tylkówka) am südlichen Ufer des Großen Kalbensees (Jezioro Kalwa), 18 Kilometer nordwestlich der Kreisstadt Szczytno (deutsch Ortelsburg).
|  |

## Geschichte

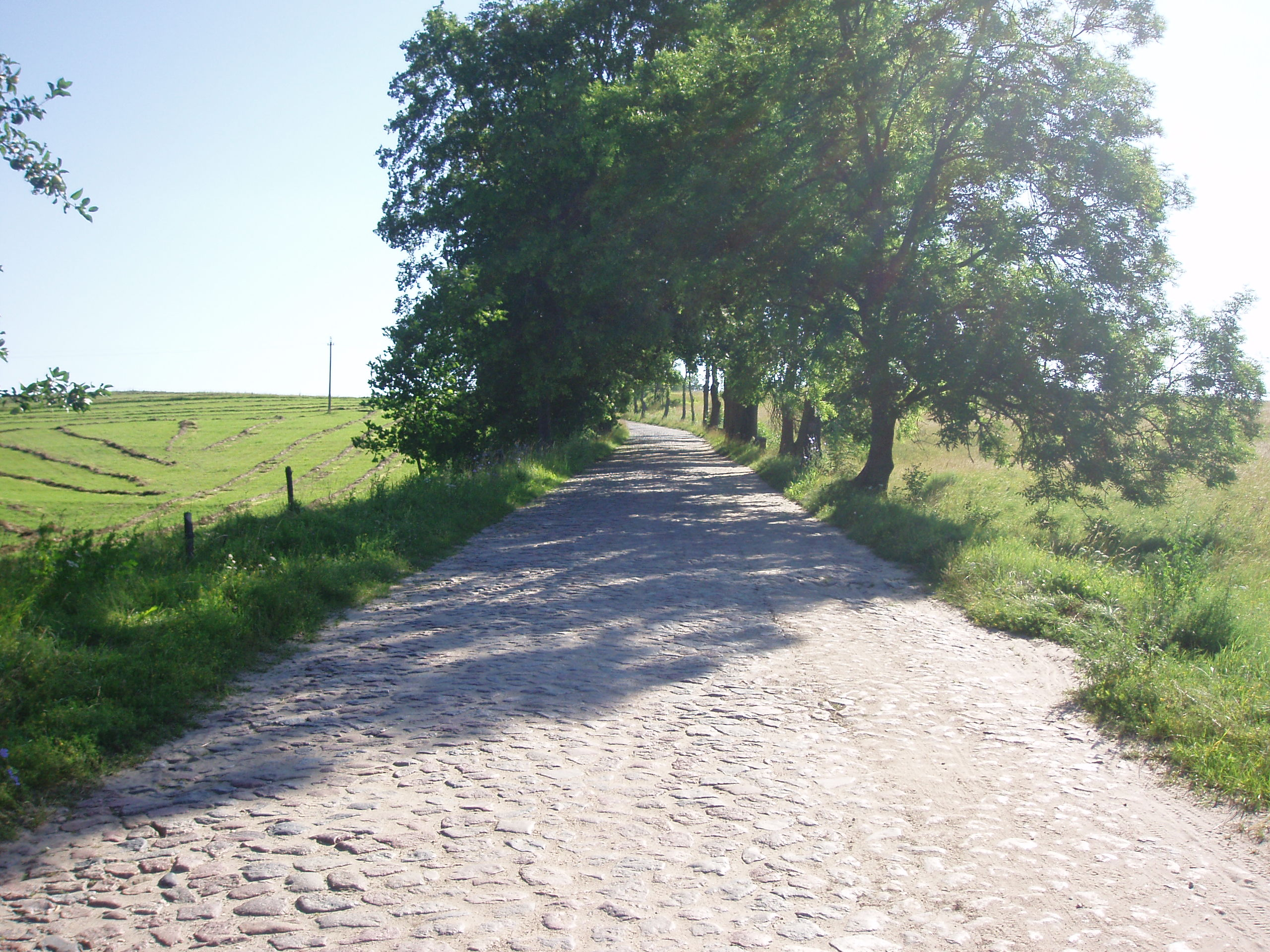
Gepflasterte Landstraße südlich des Dorfes

### Ortsgeschichte
Das Gründungsjahr von Scheufelsdorf (nach 1876 auch Scheuffelsdorf) ist 1384. Damals verschrieb der Ordens-Hochmeister Konrad Zöllner von Rotenstein dem Dietrich Schuwenpflug, Bruder des Besitzers der Scheufelsmühle (polnisch Tylkówko), ein Freigut zu kölmischem Recht. In einer weiteren Verschreibung vom Sonntag Quasimodogeniti des Jahres 1485 gewährte Konrad Stauchwitz von Ortelsburg den Dorfbewohnern das Recht freier Fischerei im Kalbensee (polnisch Jezioro Kalwa). Ganze 300 Jahre später – im Jahre 1783 – wurde den Dörflern auch das Fischereirecht für den Heeringsee  zugesprochen.
Am 16. Juli 1874 wurde Scheufelsdorf ein Amtsdorf und damit namensgebend für einen Amtsbezirk im Kreis Ortelsburg im Regierungsbezirk Königsberg (ab 1905: Regierungsbezirk Allenstein) innerhalb der preußischen Provinz Ostpreußen.
400 Einwohner waren 1910 in Scheufelsdorf gemeldet. Ihre Zahl belief sich 1933 auf 383 und 1939 auf 417.
Als 1945 in Kriegsfolge das gesamte südliche Ostpreußen an Polen überstellt wurde, war auch Scheufelsdorf davon betroffen. Der Ort erhielt die polnische Namensform „Tylkowo“. Er ist heute mit dem Sitz eines Schulzenamtes (polnisch Sołectwo) eine Ortschaft im Verbund der Stadt-und-Land-Gemeinde Pasym (Passenheim) im Powiat Szczycieński (Kreis Ortelsburg), bis 1998 der Woiwodschaft Olsztyn, seither der Woiwodschaft Ermland-Masuren zugehörig.

### Amtsbezirk Scheufelsdorf (1874–1945)
Zum Amtsbezirk Scheufelsdorf gehörten bei seiner Errichtung sechs Dörfer. Am Ende waren es noch fünf:
| Deutscher Name                     | Polnischer Name           | Anmerkungen                     |
| ---------------------------------- | ------------------------- | ------------------------------- |
| Klein Ruttken 1938–1945 Kleinruten | Rutki                     |                                 |
| Krummfuß bis 1877 Krzywonoggen     | Krzywonoga                |                                 |
| Michelsdorf                        | Michałki                  |                                 |
| Milucken                           | Miłuki                    |                                 |
| Scheufelsdorf                      | Tylkowo                   |                                 |
| Scheufelsmühle                     | Tylkówko (auch: Tylkówek) | nach Klein Ruttken eingemeindet |

Am 1. Januar 1945 bildeten die Dörfer Kleinruten, Krummfuß, Michelsdorf, Milucken und Scheufelsdorf noch den Amtsbezirk.

## Kirche

### Evangelisch
Bis 1945 war Scheufelsdorf in die evangelische Kirche Passenheim in der Kirchenprovinz Ostpreußen der Kirche der Altpreußischen  Union eingepfarrt. Auch heute gehört Tylkowo zur Kirche Pasym, die nun aber der Diözese Masuren der Evangelisch-Augsburgischen Kirche in Polen zugeordnet ist.

### Römisch-katholisch

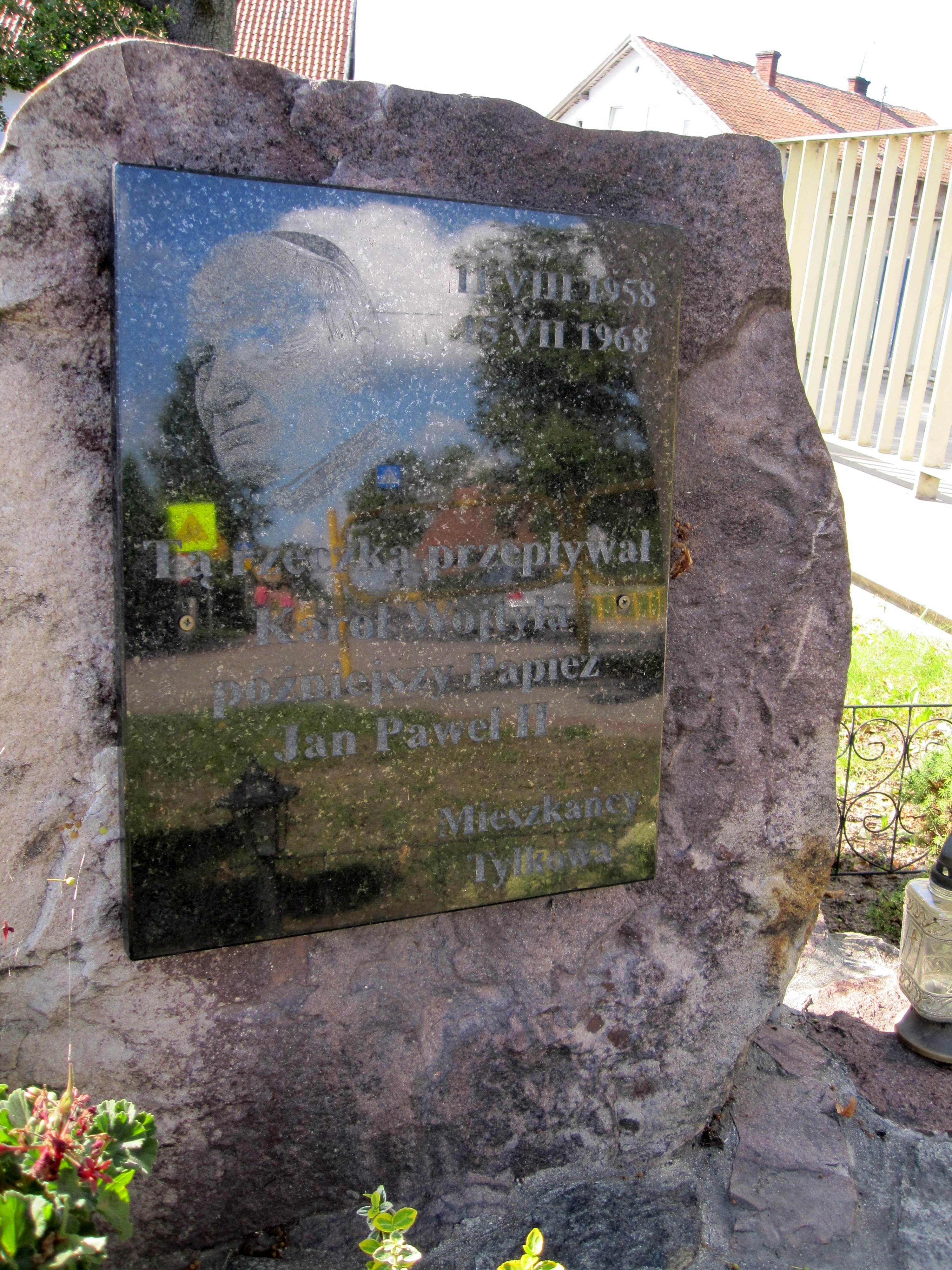
Gedenkstein für Papst Johannes Paul II. zur Erinnerung an den Aufenthalt Karol Woitylas in der Region

Auch seitens der römisch-katholischen Kirche war Scheufelsdorf in die Stadt Passenheim eingegliedert, die damals zum Bistum Ermland gehörte. Nach dem Krieg verblieb Tychowo in der Stadtpfarrei Pasym, die seit 1992 jedoch dem Erzbistum Ermland zugeordnet war.

## Schule
Die Dorfschule in Scheufelsdorf war eine Gründung König Friedrich Wilhelms I. Im Jahre 1939 sollte ein neues Schulgebäude errichtet werden, aber dazu kam es durch den Krieg nicht mehr. Die Schule in Scheufelsdorf wurde auch von den Kindern von Klein Ruttken (1938 bis 1945 Kleinruten) und dem Wohnplatz Bahnhof Passenheim der Stadt Passenheim besucht.

## Verkehr
Tylkowo liegt an der verkehrsreichen polnischen Landesstraße 53 (frühere deutsche Reichsstraße 134), die Olsztyn (Allenstein) und Szczytno (Ortelsburg) mit der Stadt Ostrołęka verbindet, die bereits im Gebiet der Woiwodschaft Masowien liegt. Eine Nebenstraße verbindet Dörfer der  Gmina Purda (Groß Purden) mit Tylkowo.
Die nächste Bahnstation ist Pasym (Passenheim) an der Bahnstrecke Olsztyn–Ełk (deutsch Allenstein–Lyck).